# Xã Emerald, Quận Paulding, Ohio
Xã Emerald (tiếng Anh: Emerald Township) là một xã thuộc quận Paulding, tiểu bang Ohio, Hoa Kỳ. Năm 2010, dân số của xã này là 789 người.